# Centro Cultural de España en El Salvador
El Centro Cultural de España en El Salvador (CCESV) es el centro cultural de la Agencia Española de Cooperación Internacional para el Desarrollo en la Misión Diplomática Permanente de España en San Salvador, «dedicada al impulso de las relaciones culturales con los países en vías de desarrollo, fijando, como prioridad sectorial, la cultura, con especial incidencia en los aspectos que definan la identidad cultural dirigida al desarrollo endógeno, y los que favorezcan la promoción cultural y el libre acceso a equipamientos y servicios culturales de todos los sectores de la población potencialmente beneficiaria».

## Antecedentes
En 1921 se publica el Real decreto estableciendo las becas para ayudar a realizar estudios en España a los estudiantes de las Repúblicas hispano-americanas, siendo Rafael A. Luna Larraynaga el primer salvadoreño en obtener una beca del Ministerio español de Instrucción Pública y Bellas Artes, al igual que lo fue años después el pintor Carlos Cañas. Con Larraynaga se dio inicio a varias generaciones de becarios que con el tiempo conformarán una asociación de vocación cultural, conocida como Asociación Alcalá. Hasta su desaparición a finales de los 90 fue un espacio de dinamización e intercambio cultural entre España y El Salvador.  
Más tempranamente, en el XIX Congreso de Pax Romana en San Lorenzo de El Escorial (1946), con presencia de congresistas de casi todas las repúblicas hispanoamericanas (incluyendo 6 salvadoreños) se aprobó crear un Instituto Cultural Iberoamericano, cuyo presidente sería el nicaragüense Pablo Antonio Cuadra. A los pocos meses ese proyecto era asumido por el Estado Español, y se creaba el Instituto de Cultura Hispánica en Madrid. A raíz de esa creación se genera paulatinamente una red de instituciones homólogas por toda Iberoamérica cada una con una personería jurídica fruto de sus particulares procesos de constitución. Así, el 21 de marzo de 1955 en la residencia del Embajador de España en San Salvador, Miguel Teus y López, se fundó a su vez el Instituto Salvadoreño de Cultura Hispánica, con el exministro de Asuntos Exteriores, Julio Enrique Ávila, como primer presidente (1955-1963). En 1963 se dotó de Estatutos sucediéndole en la presidencia Alfredo Ortiz Mancía, Enrique Mayorga Rivas, Luis Gallegos Valdés, José Guillermo Trabanino, Matías Romero Coto, Ernesto Trigueros Alcaine, Pedro Escalante Arce y nuevamente José Guillermo Trabanino.

## Centro Mixto
A finales de los 80, la acción cultural de la Embajada de España tomará mayor protagonismo asumiendo la directiva del Instituto Salvadoreño de Cultura Hispánica funciones de consejo asesor de ésta: con el terremoto de 1986, el Instituto Salvadoreño de Cultura Hispánica perderá su sede en el antiguo edificio de la Biblioteca Nacional, y en paralelo -acompañando al envío de ayuda de emergencia- abrirá operaciones la Cooperación Española en el país con la apertura de la Misión Técnica del Instituto de Cooperación Iberoamericana (ICI). Poco después se firmará (1987) el primer Convenio Básico de Cooperación, cuya ejecución es ampliada en 1995 con la firma de un Acuerdo Complementario. Ese mismo año, en el texto de la tercera Comisión Mixta se comprometerá la creación del Centro Cultural, y -al año siguiente- el Ministerio de Cultura de España organiza el Encuentro Cultural España-Centroamérica, generando un incremento cualitativo y cuantitativo de las actividades, sentando las bases para futuras dinámicas. El 14 de noviembre de 1997, el presidente José María Aznar oficializará el inicio de las obras de reforma de edificio residencial «por iniciativa de un embajador atrevido que lo organizó todo en la casa de al lado de la Embajada» para poder albergar las actividades del Centro Cultural, «lo que ha permitido el aprovechamiento óptimo de las instalaciones culturales con que ya contaba la Representación (Auditorio con capacidad para 120 personas)». En junio de 1998, se inaugurará el nuevo edificio, considerando así formalmente creado el CCESV, que iniciará su primera etapa como centro con entidad propia primando la producción artística local.
Esta nueva institución no tendrá una personería jurídica propia hasta 2002, por lo que mientras tanto el Instituto de Cultura Hispánica -con Pedro Escalante Arce como presidente- recibirá financiamiento de la Cooperación Española para ejecutar sus actividades.

## Centro de la Cooperación Española - Cultura para el Desarrollo
En 2002, coincidiendo con la participación activa de la Cooperación Española en los debates de aprobación de la Declaración Universal de la Unesco sobre la Diversidad Cultural (2001), y la formulación de una estrategia de cultura y desarrollo para Centroamérica, se fortalece la Red de Centros Culturales de Cooperación Española, creando nuevos nodos, incluyendo el de San Salvador. Poco después de la publicación de la orden de creación se convoca (2003) por primera vez la plaza de director y se redactará el primer Plan de Centro enmarcado en la Estrategia de Cultura y Desarrollo de la Cooperación Española.
En 2008, se firmará un nuevo Convenio Básico de Cooperación que se reafirma en el respaldo conjunto «de las capacidades sociales, institucionales, humanas, económicas, culturales, las dedicadas a la mejoría de la sostenibilidad ambiental, así como de las capacidades y autonomía de las mujeres y la prevención de conflictos y construcción de la paz» y vincula el desarrollo con el disfrute de -entre otros principios- las libertades fundamentales del individuo y de los pueblos incluyendo las culturales.
En esta etapa, el Centro se convertirá en un potente mediador cultural de ámbito nacional y contribuirá a articular el espacio cultural iberoamericano a través de la red de centros culturales a América Latina y Guinea, si bien con el tiempo su sede histórica se verá superada por las necesidades formativas y de creación colectiva, por lo que el espacio se desdoblará con la creación de La Casa Tomada en la sede del desaparecido Museo de Ciencias Stephen Hawking (clausurado en noviembre de 2010) en frente de la Embajada de España.

### La Casa Tomada
Así, en el año 2011, cruzando la calle, abrió las puertas La Casa Tomada (LCT): un espacio «dedicado a la creación, producción e investigación, que busca la apropiación artística para encontrar nuevos modos de expresión en los que tengan cabida voces plurales y heterogéneas de la cultura salvadoreña», aumentando el CCESV a más de 2.000 m2 dedicados a la cultura: Biblioteca; sala multiusos, que sirve tanto para exposiciones como talleres, presentaciones o conversatorios; sala de escénicas, que puede albergar actividades de cine, música, danza y teatro; cafetería; espacios de reunión y encuentro; espacios para la promoción de iniciativas de emprendedores culturales y sociales; jardín y un pequeño huerto; un estudio de grabación, un cuarto de revelado y una cabina de radio.
Ese dinamismo le posiciona con fuerza en el país, pero también en el espacio cultural iberoamericano. 

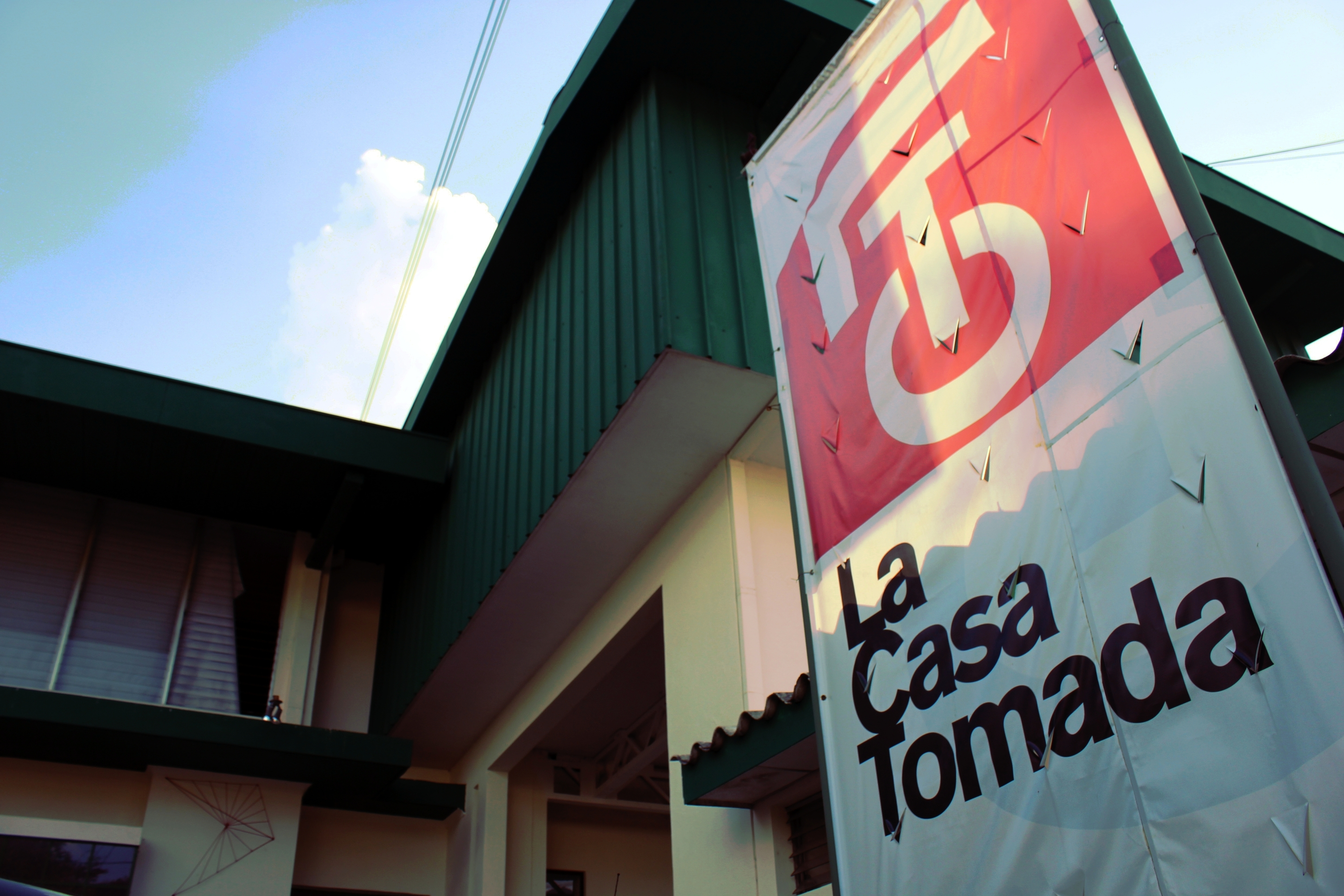
Logo de La Casa Tomada.
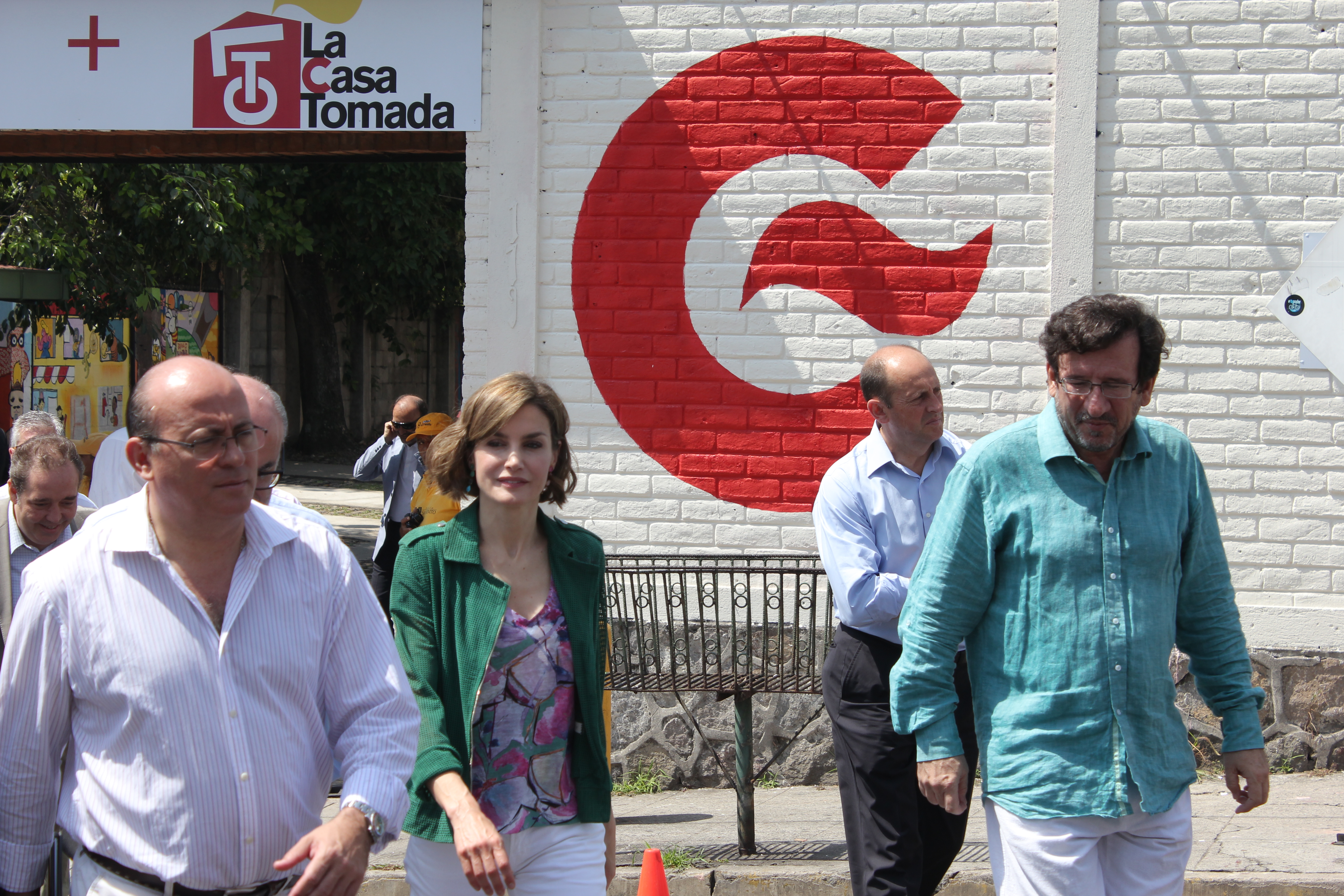
Visita de la reina Letizia Ortiz al CCESV y LCT en mayo 2015.
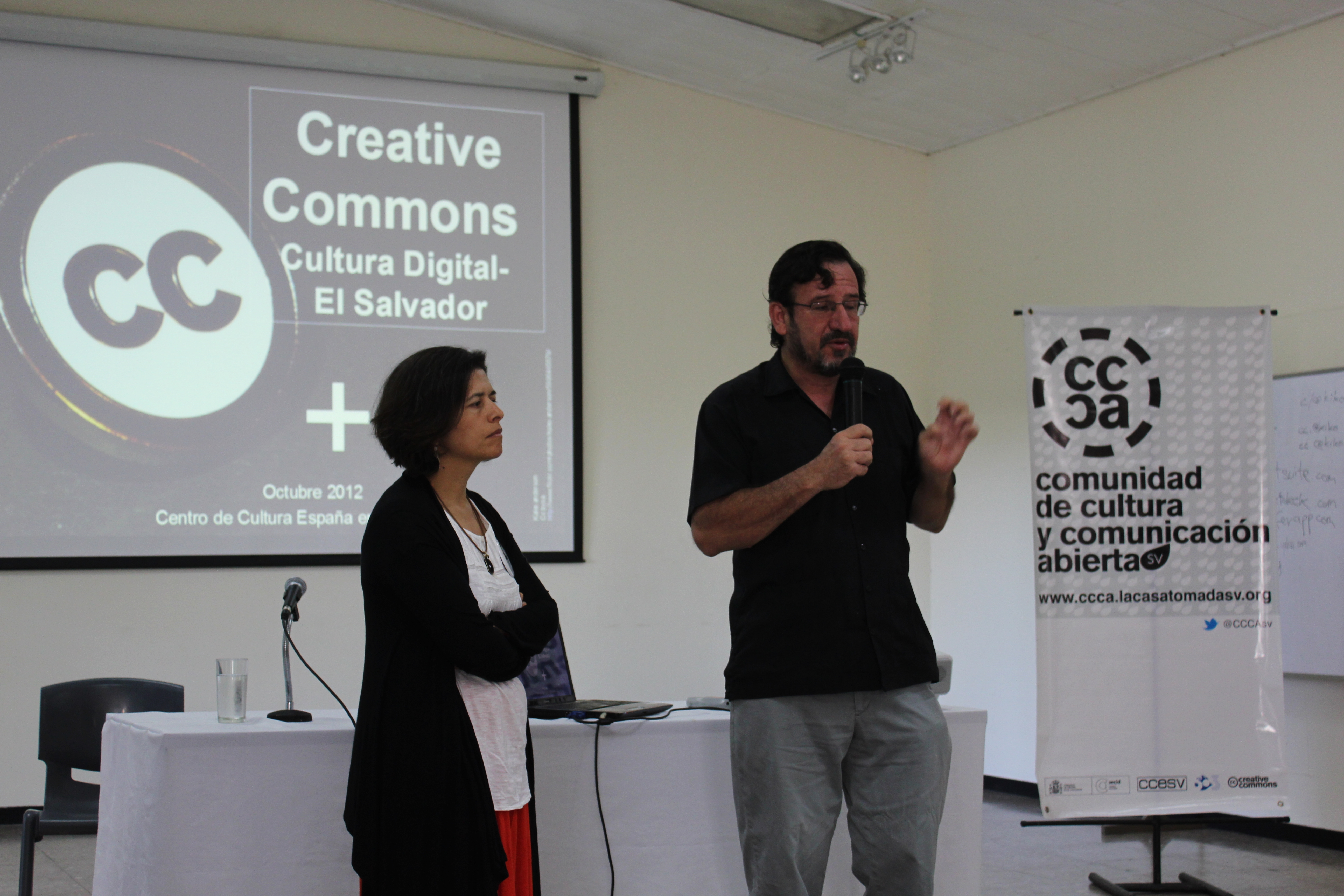
Congreso "Cambiando el Código".
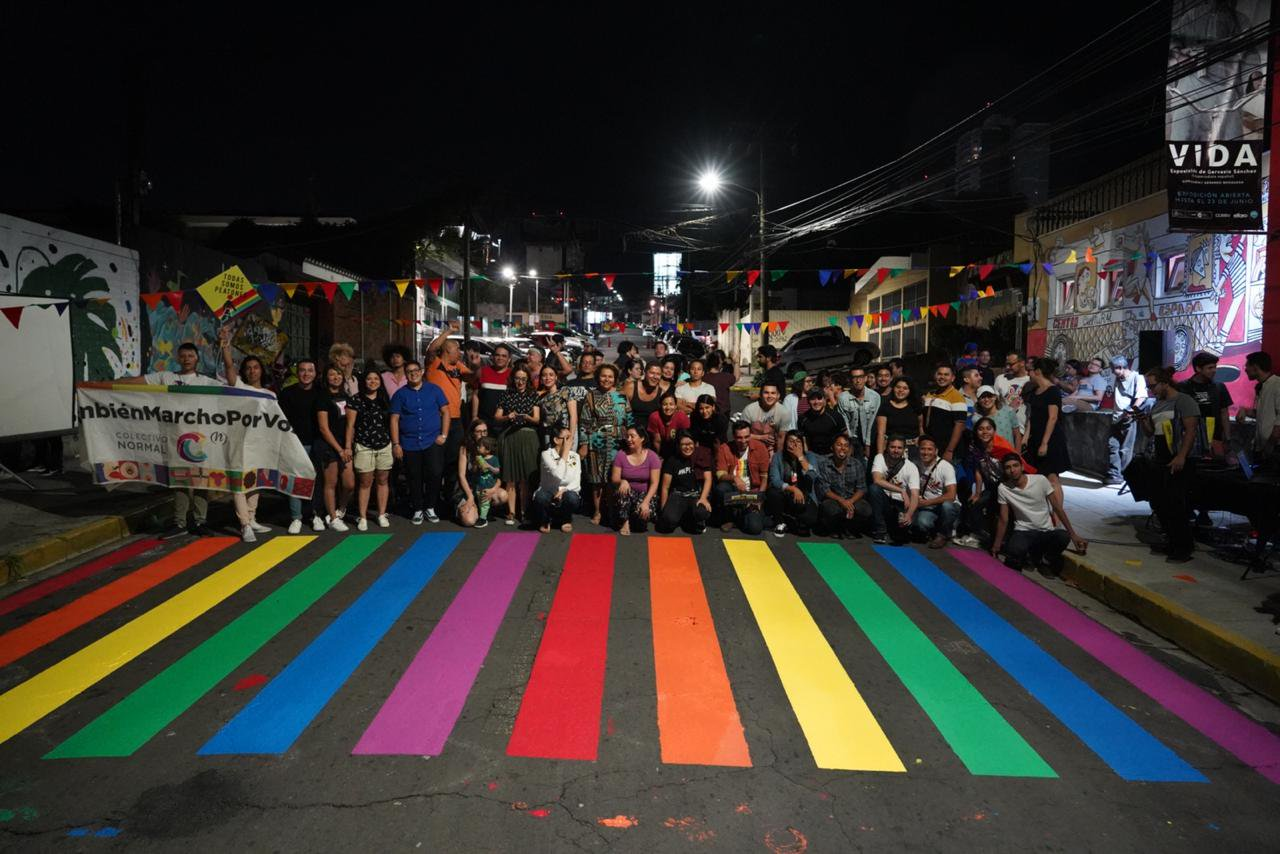
Orgulloso paso de peatones dentre el CCESV y LCT.
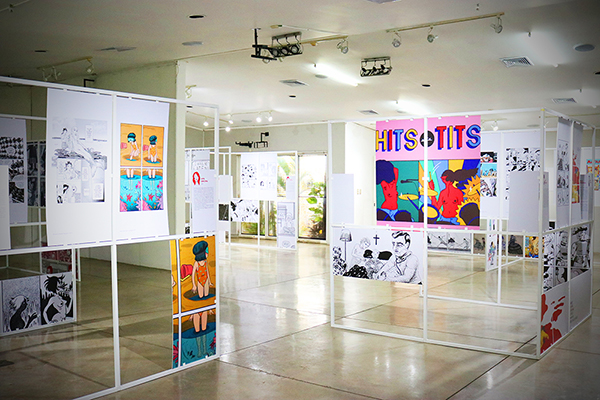
Sala multiusos en el CCESV.
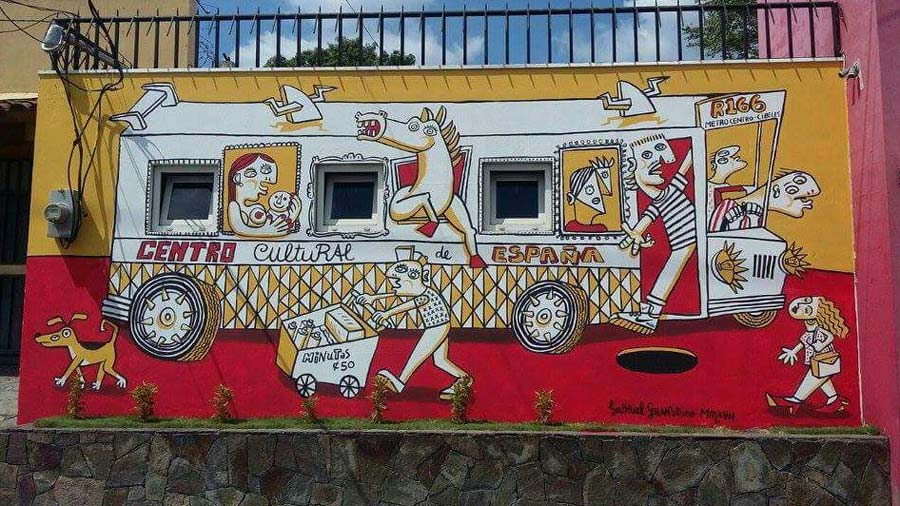
"Picasso en coaster" de Gabriel Granadino (2017) en la fachada del CCESV.
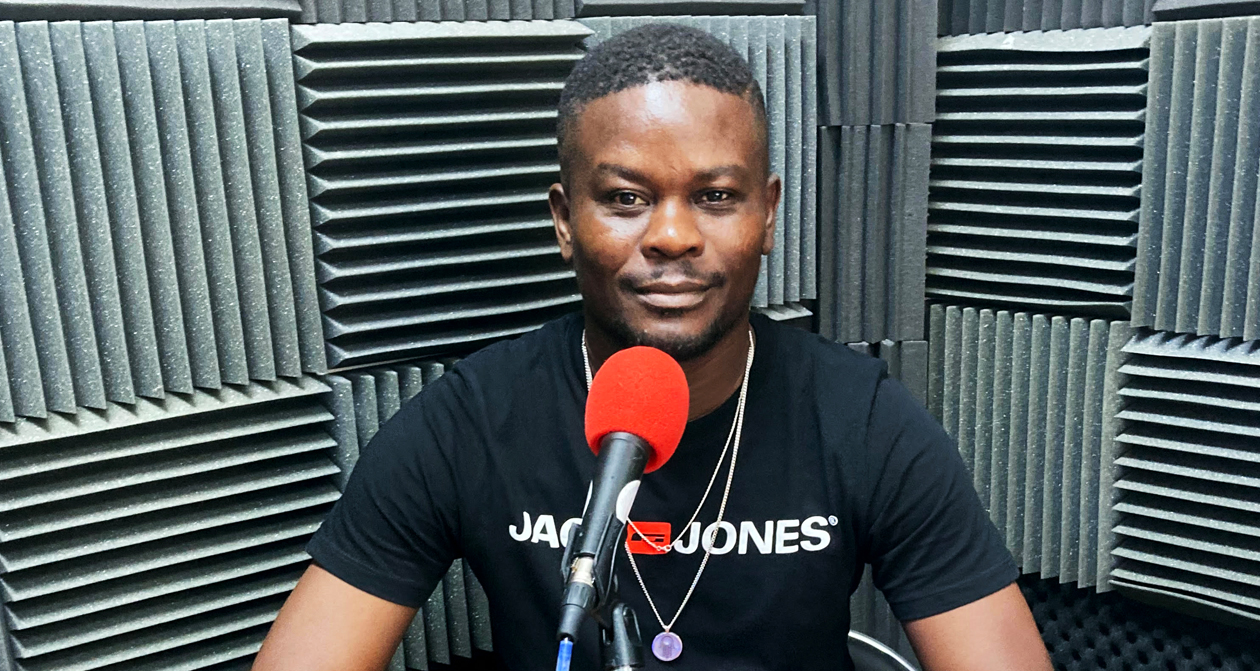
Grabación de "Herzio Cultureta" con el rapero ecuatoguineano Negro Bey.

En 2019, tras ocho años de trabajo en la creación de este modelo de gestión cultural colectivo, innovador y abierto a la ciudadanía, el CCESV y los habitantes de LCT dan por concluida la etapa del proyecto de LCT al vencerse el periodo de alquiler del edificio que albergaba al «innovador modelo de gestión cultural colectivo, participativo y sostenible. (…) un revulsivo para la ciudad de San Salvador, convirtiéndose en un espacio abierto y popular, en el que han participado decenas de profesionales del arte y la cultura, así como de la ciudadanía».

### 20 años
Con el cierre de La Casa Tomada, los diferentes colectivos creativos y sociales se dispersan por la ciudad en búsqueda de nuevos espacios. Los meses siguientes estarán marcados igualmente por la situación de emergencia sanitaria con el COVID-19, por lo que la readecuación de espacios se verá condicionada inicialmente por las precauciones e incertidumbres coyunturales, así como por la  Estrategia de Respuesta Conjunta de la Cooperación Española a la crisis del COVID-19, manteniendo el CCESV durante un tiempo una frenética actividad virtual.

### Dirección del Centro
La Creación del Centro Cultural se caracteriza por la estabilidad en la dirección, con: Juan Sánchez (2005-2010), Fernando Fajardo (2010-2017), Eloisa Vaello (2017-2022) y Álvaro Ortega (2022-…).

### Trabajo en red
Forma parte de la seña de identidad del Centro Cultural el poder articular proyectos regionales y permitir la circulación de procesos creativos, gracias a que integra la red de centros de la Cooperación Española con presencia en Latinoamérica y África. 
Esa capacidad de interacción regional se cumplimenta con la Mediateca, adscrita a BAGE-Bibliotecas de la Administración General del Estado, La Radio  Tomada, asociada a Radio Exterior de España, y la pertenencia al clúster EUNIC de El Salvador, coordinación de los institutos culturales europeos en El Salvador.
La red contribuye igualmente a articular el espacio cultural iberoamericano, conforme al memorando de entendimiento del 2015, de la Secretaría General Iberoamericana (Segib) y el Ministerio de Asuntos Exteriores y de Cooperación de España comprometiendo “el aprovechamiento de dichas infraestructuras por parte de los Estados miembros de la Comunidad Iberoamericana de Naciones, para la realización de actividades concretas de cooperación y promoción cultural”.
Como parte de ese trabajo en red, en 2025 asumió funciones examinadoras de los diplomas de español DELE del Instituto Cervantes.

## Infraestructura
Sala Multiusos, que permite alojar exposiciones, conferencias, talleres, charlas o encuentros.
Área ajardinada para esparcimiento, actividades infantiles los sábados por la mañana, conciertos los viernes de noche y proyecciones audiovisuales por la noche.
Mediateca; funciona como espacio de coworking, cuenta con un colección especializada en arte y diversidad, y custodia títulos de la filmoteca de la Cooperación Española.
Estudio de grabación y La Radio Tomada.
Auditorio de la Embajada de España: origen del Centro Cultural en los 90, cuenta con caja escénica y espacio para 120 butacas.
Se completa con el CCESV/lab, espacio virtual de pensamiento, creación e innovación.

## Publicaciones

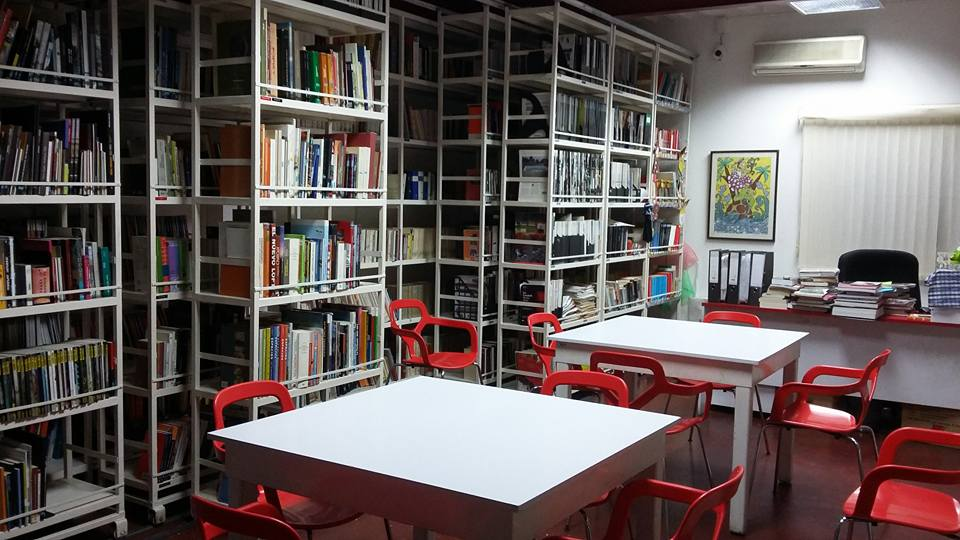
Mediateca del CCESV.

Como parte de su trabajo en la promoción cultural el CCESV ha publicado los siguientes libros:
- Históricamente editó los "Cuadernos de El Centro".
- Colección "Revuelta", lanzada el 14 de diciembre del 2010 con el apoyo del Centro Cultural de España y de la mano del editor, periodista y escritor Miguel Huezo Mixco.
- Revista "Chispas", elaborada por niños y jóvenes participantes del programa infantil del Centro Cultural.
- Revista "Impúdica" coeditada con El Faro.
- 20 años CCESV (2018).[31]
- Co edición de la publicación "Mujeres Montaña" (2019).
- MARTIRIO. 30 aniversario de los mártires de la UCA (2019).
- Intersecciones. Repensar desde El Salvador las relaciones entre cultural y desarrollo.
- Relatos de vida.

## Enlaces de interés
- Catálogo en línea de la Biblioteca del Centro Cultural de España en El Salvador
- La Radio Tomada
- CCESV/lab
- Página CCESV en Facebook
- www.ccesv.org
- Embajada de España en El Salvador
- Wikimedia Commons alberga una categoría multimedia sobre Centro Cultural de España en El Salvador.